# Скривена љубав
Скривена љубав (енгл. Call Me by Your Name) је италијанско америчка љубавна драма филм из 2017. године редитеља Луке Гвадањинија на основу истоименог романа из 2007. године аутора Андре Аџимана. Сценарио потписује Џејмс Ајвори, док су продуценти филма Питер Спирс, Лука Гвадањино, Емили Џорџс, Родриго Тешеира, Марко Морабито, Џејмс Ајвори и Хауард Розенман.
Глумачку екипу чине Тимоти Шаламе, Арми Хамер, Мајкл Сталбарг, Амира Касар, Естер Гарел и Виктојр Ду Бојс. Светска премијера филма је била одржана 24. новембра 2017. у Сједињеним Америчким Државама док је се у Италији почео приказивати 25. јануара 2018.
Буџет филма је износио 3 500 000 долара, а зарада од филма је 41 200 000 долара.
Филм је добио три номинације за Златни глобус — за најбољи играни филм (драма), најбољег главног глумца у играном филму (драма) (Тимоти Шаламе) и најбољег споредног глумца у играном филму (Арми Хамер).
Такође је добио пет номинација за БАФТА награду укључујући награде за најбољи филм, најбољу режију (Лука Гвадањино) и најбољег глумца у главној улози (Тимоти Шаламе).
23. јануара 2018. године филм је добио номинације за четири награде Оскар укључујући награде за најбољи филм, најбољег глумца у главној улози (Тимоти Шаламе) и најбољи адаптирани сценарио (Џејмс Ајвори).

## Радња
17-годишњи Елио (Тимоти Шаламе) проводи лето веома опуштено са својим родитељима у једном италијанском селу. Узбуђење долази у облику високог, препланулог америчког помоћника истраживача Оливера (Арми Хамер) који је дошао у земљу радити са Елиовим професором и оцем (Мајкл Сталбарг). 
У почетку, Елио опрезно поздравља придошлицу. Иако измишља све више разлога како би проводио време са Оливером, Елио га исмејава, као дете образованих академика, и његов амерички нагласак. Њихови вербални сукоби почињу попримати еротску ноту, те након што коначно конзумирају свој флерт – првим пољупцем који је истовремено разигран и секси – немогуће их је раздвојити. Иако ће крај Оливеровог боравка у Италији пореметити њихов однос, ово је Елиова прва љубав и, иако је њихова афера можда кратка, оно што је затитрало у Елиовом срцу и мислима, остаће тамо заувек.

## Улоге
| Глумац          | Улога            |
| --------------- | ---------------- |
| Тимоти Шаламе   | Елио Перлман     |
| Арми Хамер      | Оливер           |
| Мајкл Сталбарг  | господин Перлман |
| Амира Касар     | Анела Перлман    |
| Естер Гарел     | Марсија          |
| Виктојр Ду Бојс | Чиара            |